# Blessington

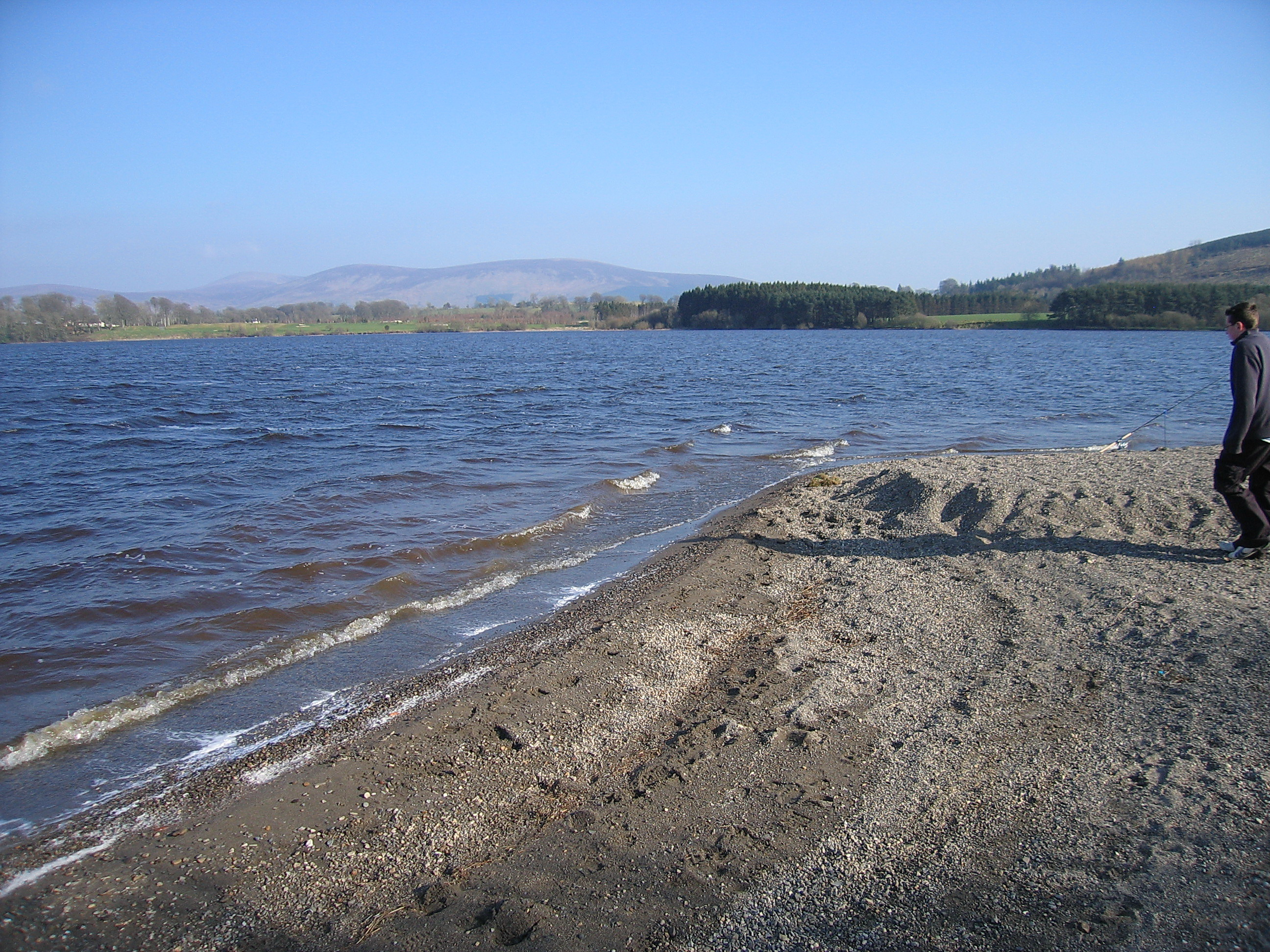
„Blessington Lakes“

Blessington (irisch Baile Coimín; dt.: „Stadt des Coimín“) ist eine Stadt im County Wicklow im Osten der Republik Irland.
Blessington ist die größte Stadt in West Wicklow. Sie liegt etwa 35 km südwestlich von Dublin an der N81 von Dublin über Tallaght nach Tullow am Poulaphouca Reservoir, einem auch als Blessington Lake(s) bekannten Nationalpark in den Ausläufern der Wicklow Mountains, der entstand, als 1944 der Wasserfall bei Poulaphouca im Verlauf der Liffey gestaut wurde. Dabei wurden zwei kleinere Dörfer erst umgesiedelt und danach geflutet. Das Wasser der Blessington Lakes wird in die Trinkwasserversorgung der Region Dublin eingespeist.
Das Thema der Flutung verarbeitete der irische Komponist Gerald Barry 2022 in seinem kammermusikalischen Werk Blessington.
Dublin Bus verbindet Blessington mit der Innenstadt von Dublin.
Die Einwohnerzahl Blessingtons wurde bei der Volkszählung 2022 mit 5611 Personen ermittelt, womit sich die Einwohnerzahl seit 1996 nahezu verdreifacht hat. Neue Wohnanlagen sind vor allem im Westen der Stadt im Umfeld der Straße nach Naas entstanden.
In Blessington befindet sich einer der Hecken-Irrgärten von Adrian Fisher. Südlich von Blessington liegt Russborough House.